# كريستين درازان
كريستين درازان (مواليد 28 مايو 1972) هي سياسية أمريكية وهي مرشحة الحزب الجمهوري في انتخابات حكام ولاية أوريغن لعام 2022.